# Paradelphomyia (Oxyrhiza) mexicana
Paradelphomyia (Oxyrhiza) mexicana is een tweevleugelige uit de familie steltmuggen (Limoniidae). De soort komt voor in het Neotropisch gebied.